# Mount Speke
Berget Speke ligger på gränsen mellan Kongo-Kinshasa och Uganda i Ruwenzoribergens nationalpark och är med sina 4 890 meter  den näst högsta toppen i området. Tillsammans med bergen Stanley och Baker omsluter det Bujukudalen. Den närmaste toppen är Stanley, vilken ligger 3,55 km åt sydsydväst. Berget ligger i ett område som kallas "Månbergen".
Tidiga europeiska upptäcktsresande besökte regionen i sin jakt på Nilens källa. Berget namngavs efter John Speke, som kartlade källan till Vita Nilen 1862, trots att han aldrig besteg berget. Alla berg i regionen är uppkallade efter liknande tidiga upptäcktsresanden.
Alla berg i bergskedjan består av flera toppar. Spekes toppar är Vittorio Emanuele 4 890 m, Ensonga 4 865 m, Johnston 4 834 m och Trident 4 572 m. Namnen valdes för att hedra den italienska kungafamiljen och var tvungna att godkännas av britterna som styrde över området vid den tiden.
När Luigi Amedeo besteg berget för första gången 1906 besteg han samtidigt alla andra toppar i Ruwenzori.
På grund av de stora regnmängder som Speke tar emot, genomkorsas det av många floder och bäckar. Vegetationen är ganska tät. Djurlivet är rikligt och inkluderar elefanter, schimpanser och andra apor samt leoparder och antiloper.